# Альфорс, Ларс
Ларс Валериан А́льфорс (фин. Lars Valerian Ahlfors, 18 апреля 1907 — 11 октября 1996) — финский и американский математик.
Член Национальной академии наук США (1953), иностранный член Академии наук СССР (1988).

## Биография
Родился 18 апреля 1907 года в Гельсингфорсе (ныне Хельсинки). С 1924 по 1928 год обучался в Хельсинкском университете, где с 1933 по 1936 год занимал должность адъюнкт-профессора.
В 1936 вместе с Джесси Дугласом Альфорс стал одним из первых двух математиков, награждённых Филдсовской премией. Награда была вручена ему за вклад в развитие теории римановых поверхностей и разработку теории квазиконформных отображения.
В 1944 году он получил предложение работать в Швейцарской высшей технической школе Цюриха, которое принял после окончания войны в 1945 году, однако уже на следующий год переехал на работу в США в Гарвардский университет, где пребывал вплоть до выхода на пенсию в 1977 году.
В 1981 году он был удостоен премии Вольфа по математике «за продуктивные открытия и создание новых мощных методов в геометрической теории функций». В 1988 году стал иностранным членом АН СССР.
Работы Альфорса посвящены в основном теории комплексного анализа, теории римановых поверхностей, теории конформных и квазиконформных отображений, теории геометрических функций. Он является автором нескольких литературных трудов, одной из наиболее известных его работ является изданная в 1953 году книга «Комплексный анализ» (англ. Complex Analysis).

## Труды
- Lars Ahlfors. Complex Analysis. — McGraw-Hill Science, 1979. — ISBN 0070006571.
- Lars Ahlfors. Contributions to the theory of Riemann surfaces: centennial celebration of Riemann's dissertation. — Princeton University Press, 1953. — (Annals of Mathematics Studies).
- Альфорс Л., Берс Л. Пространства римановых поверхностей и квазиконформные отображения. / Пер. с англ. В. А. Зорича, А. А. Кириллова. Под ред. Б. В. Шабата. — М. : Изд-во иностр. лит., 1961. — 177 с.
- Ларс Альфорс. Лекции по квазиконформным отображениям / Пер. с англ. В. В. Кривова. — М.: Мир, 1969. — 133 с.